# Lövdalen, Norrköpings kommun
Lövdalen var före 2015 en av SCB avgränsad och namnsatt småort i Norrköpings kommun i Östergötlands län. Småorten upphörde 2015 när området växte samman med bebyggelsen i Öbonäs.
Lövdalen ligger direkt norr om tätorten Öbonäs och cirka 4 km söder om centrala Norrköping.